# 電解バリ取り機
電解バリ取り機（でんかいバリとりき、英語: electro chemical deburring machining、ECD または ECDM）とは、電解加工を応用した金属製被加工物のバリ取り用工作機械である。被加工物のバリ取り箇所に合わせて、製作した電極を陰（－）極、被加工物を陽（＋）極とし、間隙を隔ててセットする。間隙に電解液を流しながら、直流電圧をかける事によってバリを除去する装置である。

電解加工・バリ取り機の原理　1.電解液循環ポンプ 2.陽極（バリをとる被加工物）3.陰極（バリ取りカ所に合わせて製作した電極（陰極））4.電流 5.電解液 6.電子 7.加工によって生ずる金属水酸化物

## 応用分野
自動車用部品や各種エンジン部品など、バリの脱落によってシステムに不具合を起こすことを嫌う分野で使用されることが多い。

## 長所
- 機械加工や人では手の届かない部分のバリや、他の方法では取りきれないバリも取れる。
- 非接触加工のため、二次バリや加工応力による歪みが発生しない。
- 加工による熱は発生するものの少ないため、熱応力による歪みが発生しない。
- 加工原理上、電極（－極）は消耗しないので交換不要（但し、スパークによる破損は除く）。
- 1工程で、複数箇所のバリを同時に除去する事が可能。被加工物によっては、マシンタイムが短くて済む[4]。

## 短所
- バリ以外の場所も溶かすため、大きなバリ（MAX 0.5mmくらいまで）には不向き。
- バリを溶かす事によって副次的にスラッジが生成されるため、そのための処理費用が余計にかかる。
- 金属に対して電解液を使用するため、バリ取り加工後に洗浄および防錆処理が必要。
- 非接触加工のため、バリ取りの範囲やＲ付けを厳密に制御出来ない。
- 電極（陰極、－極）が電蝕により消耗したり、スパークによって破損する場合があり交換が必要[4]。